# Officine Motovilicha
Le Officine Motovilicha (in russo Мотовилихинские заводы?, Motovilichinskie zavody, in sigla MOTZ) sono uno storico complesso industriale situato a Perm', in Russia, famoso soprattutto per la sua produzione di armamenti; ha costruito la maggior parte dei sistemi di artiglieria pesanti, prima dell'esercito imperiale russo e poi dell'Armata Rossa nel periodo dell'Unione Sovietica. Lo stabilimento, originato da una fonderia di rame attivata nel XVIII secolo al momento della fondazione della città di Perm', divenne in epoca zarista un grande centro di produzione di cannoni.
Nella Federazione russa continua a produrre buona parte dei sistemi di artiglieria e cannoni dell'esercito e, dopo l'inizio della guerra russo-ucraina su larga scala nel 2022, è stata sottoposta a sanzioni dalle potenze occidentali per il suo ruolo importante all'interno del complesso militare-industriale russo.

## Storia
Le origini della fabbrica Motovilicha possono essere fatte risalire alla fondazione stessa della città di Perm' e alla decisione del politico imperiale russo Vasilij Nikitič Tatiščev di costruire nelle vicinanze del nuovo centro abitato, una fonderia di rame nel villaggio di Yegosika; nel 1736 accanto a questa prima fonderia, venne attivata una seconda officina metallurgica, denominata Motovilicha dal nome di uno stagno e di un fiume del luogo. Le due fonderie continuarono ad essere attive per oltre un secolo; la prima chiuse nel 1788, mentre la seconda, la Motovilicha, interruppe l'attività nel 1863 e nel 1864 entrarono in funzione due nuovi stabilimenti per la produzione di cannoni in ferro e in acciaio che nel 1871 vennero accorpati costituendo la "Fabbrica di cannoni di Perm'" a Motovilicha.

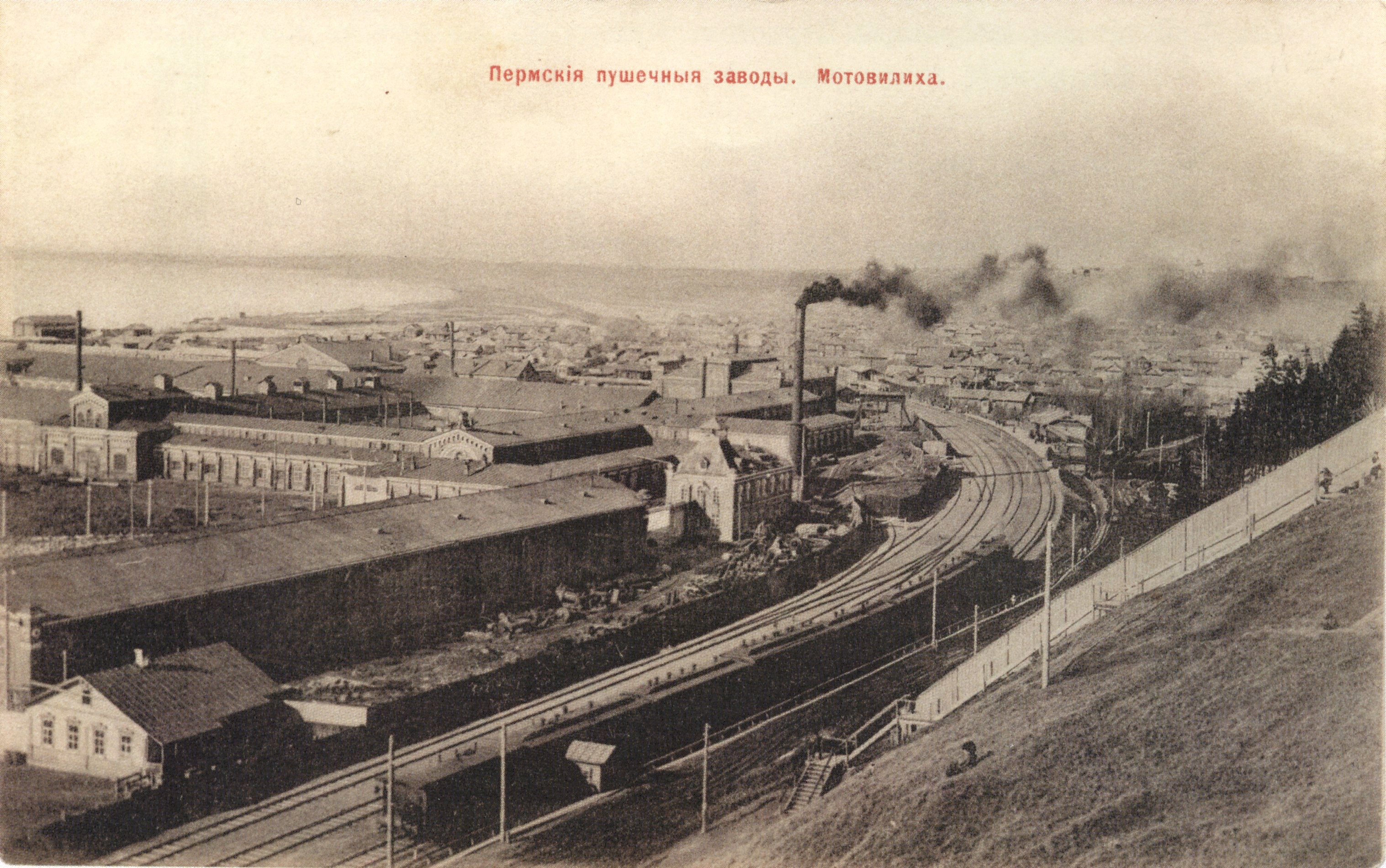
Le officine Motovilicha all'inizio del novecento.

L'inizio dell'attività produttiva delle nuove fabbriche di cannoni fu funestata da un drammatico incidente il 29 giugno 1866; durante una ricorrenza religiosa nel villaggio, si verificò, verosimilmente per le carenti misure di sicurezza, un incendio devastante che si diffuse dalla fabbrica alle case, alla scuola, al palazzo governativo e al magazzino del carbone. L'incendio continuò per giorni e distrusse buona parte del quartiere industriale di Perm'.
Dopo le difficoltà iniziali e il tragico incidente, le officine Motovilicha iniziarono un periodo di costante sviluppo produttivo e di miglioramento tecnologico; nello stabilimento furono adottate procedure produttive moderne e tecnologie metallurgiche e meccaniche innovative e aggiornate. La grande crescita della fabbrica di cannoni di Perm' Motovilicha iniziò soprattutto alla fine del XIX secolo e continuò nei primi anni del XX secolo, in connessione con il grande potenziamento dell'apparato militare terrestre e navale dell'Impero russo nel periodo precedente l'inizio della prima guerra mondiale. Alla vigilia del conflitto europeo, le officine Motovilicha erano, insieme alle officine Obuchov di San Pietroburgo, uno dei due principali complessi produttivi russi di cannoni di grande calibro per l'esercito e per la marina; la fabbrica produceva anche cannoni costieri pesanti e alcuni pezzi di artiglieria navale, tra cui i cannoni imbarcati sul famoso incrociatore Aurora. Durante la prima guerra mondiale, le officine Motovilicha di Perm', che davano lavoro a migliaia di operai, fabbricarono un quinto di tutti i cannoni prodotti dall'Impero russo.

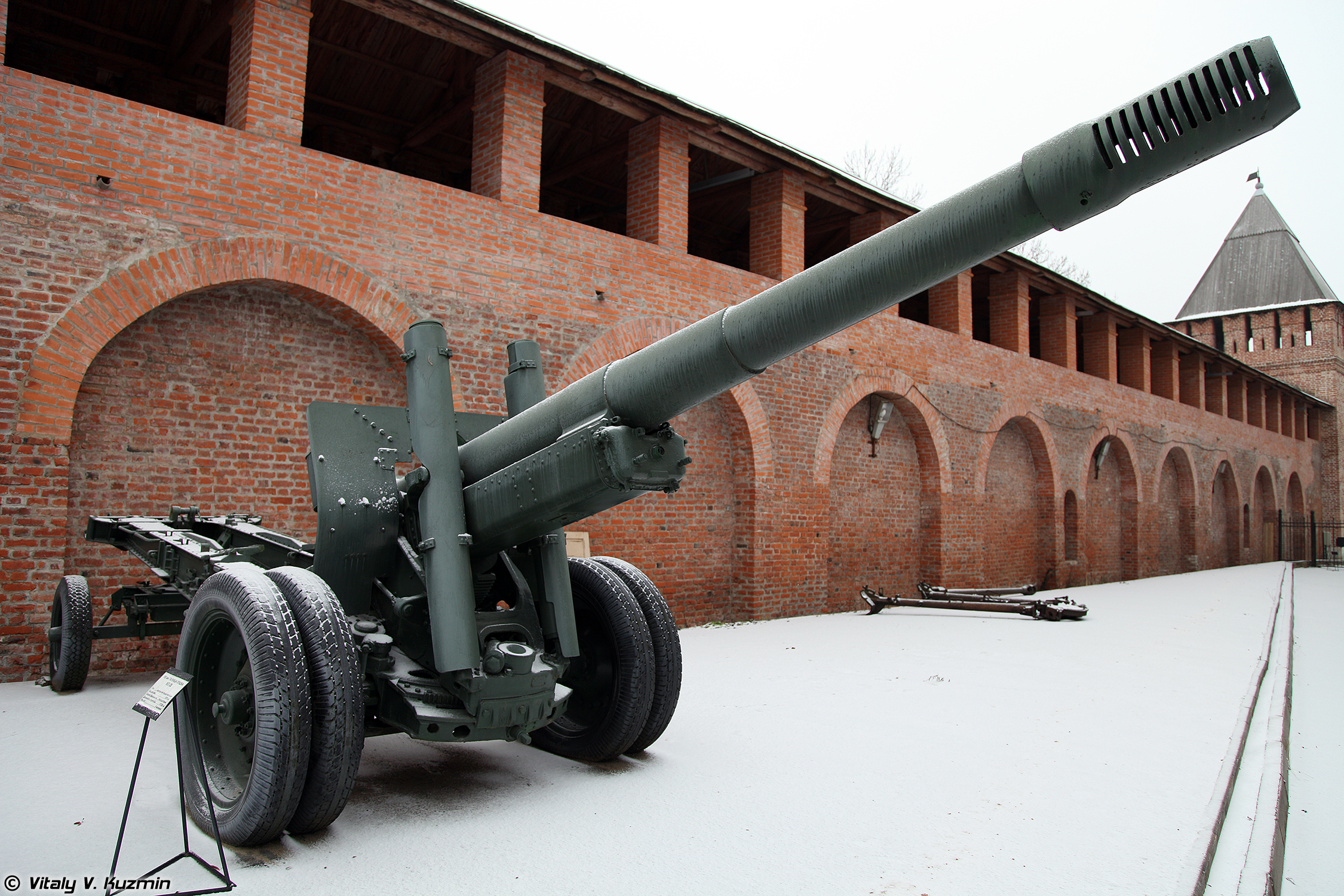
Un cannone/obice 152 mm M1937 prodotto alle officine Motovilicha.

La Rivoluzione d'ottobre del 1917 e la costituzione dell'Unione Sovietica provocarono cambiamenti radicali nella struttura politica ed economica generale del paese; il programma di nazionalizzazione delle imprese industriali coinvolse anche le officine Motovicha che diventarono di proprietà statale nel 1918, assumendo inizialmente il nome di "Stabilimento meccanico Motovilicha", quindi nel 1921 "fabbrica d'artiglieria Motovilicha", nel 1927 "Fabbrica per la costruzione di macchine Motovilicha" e infine ne 1934 Fabbrica statale N° 172 V. M. Molotov. In questo periodo di sviluppo industriale accelerato, secondo i programmi del piano quinquennale, le officine di Perm' produssero, oltre a sistemi d'artiglieria più moderni ed efficienti per l'Armata Rossa, macchine agricole, motori di vario tipo, parti di locomotive, autoveicoli, trattori, e proiettili.

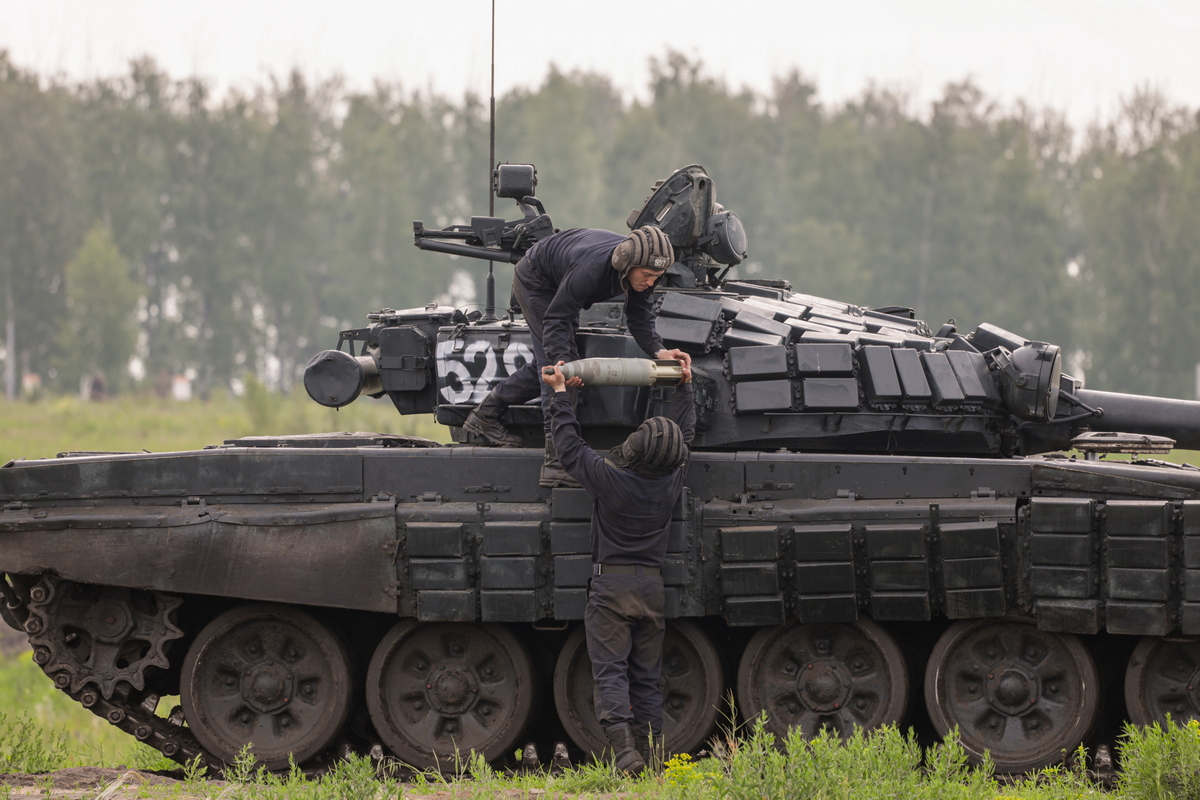
Carristi russi caricano proiettili perforanti da 125 mm per il cannone 2A46 del loro carro T-72.

Durante la seconda guerra mondiale, la fabbrica Motovilicha, a riparo dall'avanzata iniziale della Wehrmacht tedesca, svolse un ruolo fondamentale per l'industria degli armamenti sovietica, progettando e costruendo cannoni sempre più potenti, che contribuirono a trasformare l'artiglieria sovietica in una potente arma offensiva. Negli anni di guerra le officine di Perm' produssero un quarto di tutti i cannoni prodotti dall'Unione Sovietica. Simbolicamente il primo colpo d'artiglieria sul territorio della Germania nazista fu sparato il 2 agosto 1944 da un cannone 152 mm M1937, costruito nello stabilimento Motovilicha, mentre il primo colpo su Berlino il 20 aprile 1945 fu sparato da un cannone 122 mm M1931/37 (A-19), anch'esso prodotto nell'impianto di Perm'.
Nei lunghi anni della guerra fredda l'Unione Sovietica sviluppò e potenziò sistematicamente il suo complesso militare-industriale; le officine Motovilicha continuarono a rappresentare uno dei principali centri produttivi per l'artiglieria convenzionale e la nuova artiglieria missilistica dell'esercito sovietico, mentre Perm' divenne una città chiusa per proteggere e mantenere il segreto sulla ricerca, progettazione e produzione di armi. Le officine svilupparono e costruirono nuovi cannoni, come il 130 mm M-46, il 152 mm D-20 e il 152 mm 2А36, ma ampliarono la produzione con i nuovi mezzi corazzati specializzati 2S9 Nona-S e 2S4 Tyulpan, e soprattutto la nuova artiglieria a razzo con i modelli BM-21 Grad, BM-27 Uragan e BM-30 Smerch. La fabbrica, dopo aver prodotto i cannoni per i carri armati T-54 e T-62, progettò e produsse anche il nuovo cannone ad alte prestazioni da 125 mm 2A46 per i carri armati delle serie T-64, T-72, T-80. Lo stabilimento inoltre continuò la sua produzione civile di meccanica pesante con attrezzature per impianti di lavorazione industriali e minerarie. Negli ultimi anni del periodo sovietico nella fabbrica lavoravano oltre 20.000 persone.

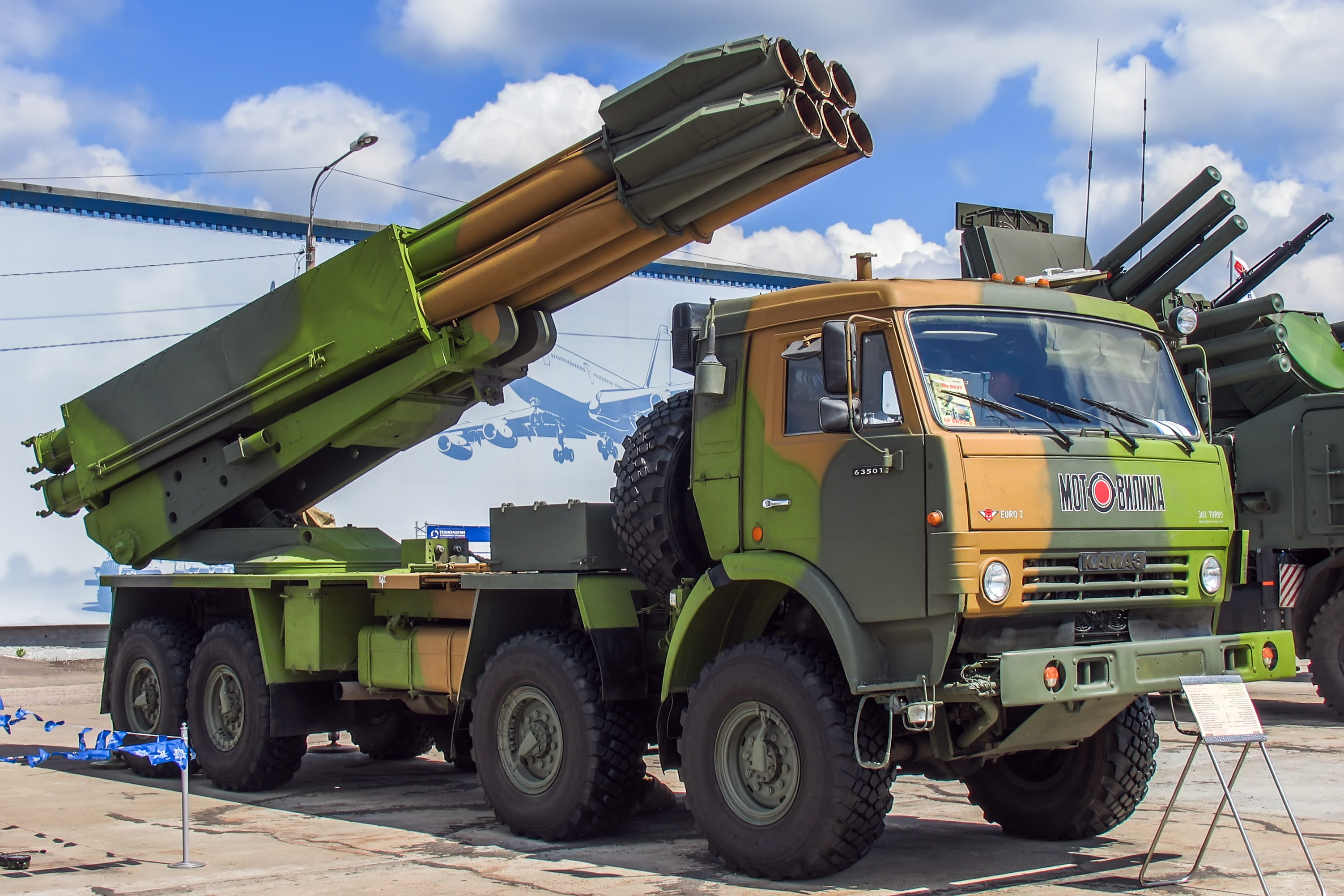
Il sistema a razzo 9A52-4 Tornado.

La dissoluzione dell'Unione Sovietica nel 1991 e la conseguente grave crisi economica della nuova Federazione russa, ebbero conseguenze molto negative per la fabbrica di Perm' che nel 1992 venne privatizzata e trasformata in società per azioni. Sarebbe stato l'inizio di una serie di variazioni amministrative e organizzative con conseguente, sostanziale riduzione degli organici della fabbrica e delle sue attività produttive. Nel 2009 il governo russo riconobbe l'importanza strategica delle officine di cui lo stato riprese il controllo, trasferendo nel 2011 la proprietà al grande conglomerato pubblico Rostec. Le difficoltà finanziarie tuttavia non si sono risolte e la società a rischiato il fallimento, ed è stata nuovamente riorganizzata amministrativamente.

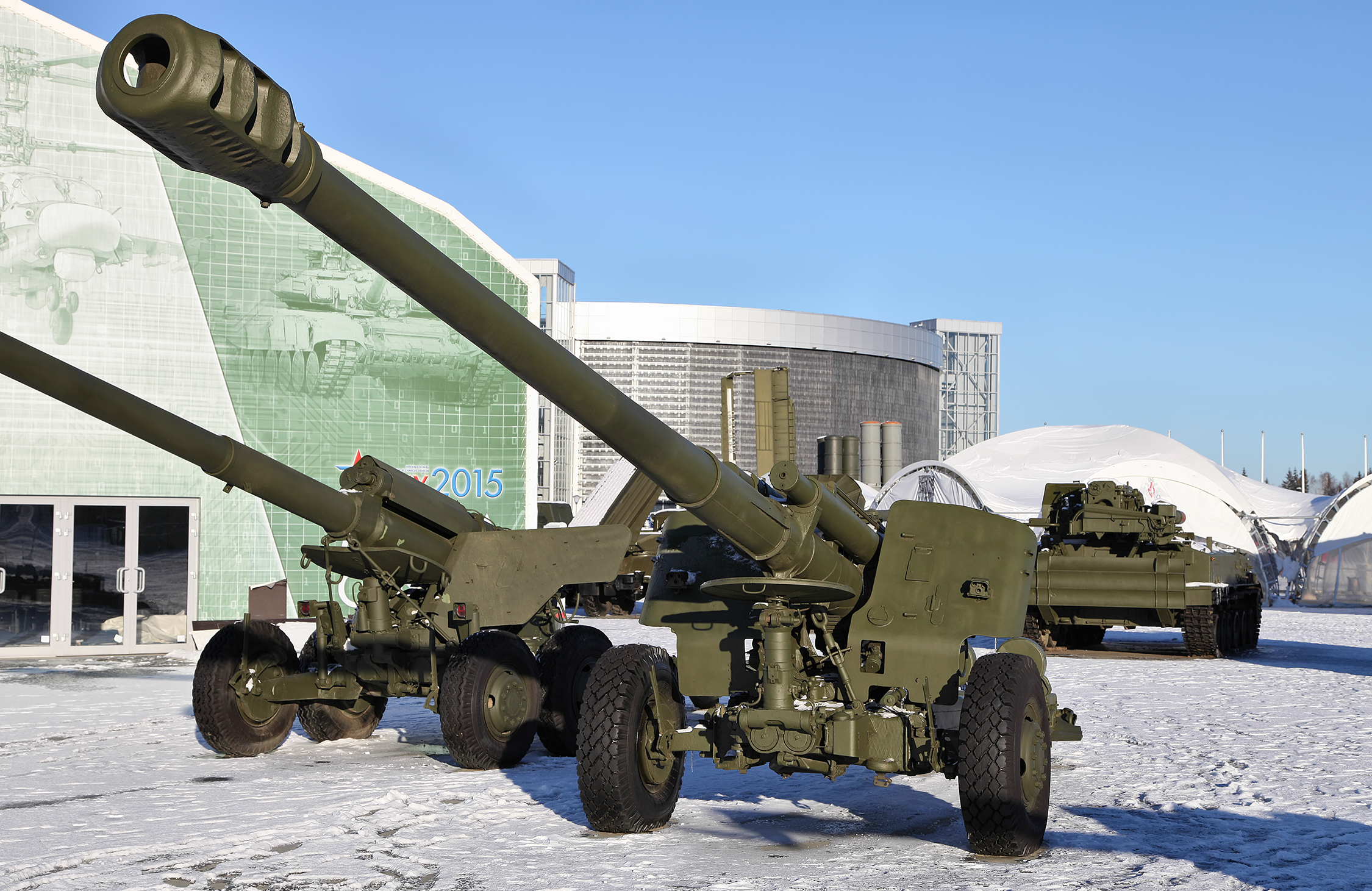
Il cannone 152 mm 2А65.

L'inizio della guerra russo-ucraina nel febbraio 2022 ha provocato un grande potenziamento della produzione di armamenti da parte del governo per sostenere e rafforzare l'esercito impegnato in guerra; di conseguenza tutte le imprese del complesso militare-industriale sono state sollecitate a riprendere la produzione con la massima urgenza e incrementare i quantitativi dei modelli di armi più utili e moderne. Le officine Motovilicha, nonostante persistenti difficoltà organizzative, hanno ripreso la produzione di armi, affiancata alla produzione civile di prodotti metallurgici e meccanici. A Perm' si producono i cannoni 2A46 per i carri armati T-72, T-80 e T-90, il cannone trainato 152 mm 2А65, i mezzi corazzati 2S31 Vena e 2S9 Nona-S, i nuovi sistemi a razzo BM-30 Smerch e 9A52-4 Tornado.
Nel dicembre 2022, nel quadro delle misure di ritorsione delle potenze occidentali contro la Russia per l'invasione dell'Ucraina, le officine Motovilicha sono state incluse nell'elenco delle società russe sottoposte a sanzioni dagli Stati Uniti; poco dopo anche l'Unione Europea ha sanzionato la fabbrica di Perm' in quanto "responsabile di azioni materiali che minano o minacciano l'integrità territoriale, la sovranità e l'indipendenza dell'Ucraina". Nel 2023 le officine sono state inserite nell'elenco dei sanzionati anche da Gran Bretagna, Canada e Svizzera.

## Onorificenze
Sovietiche